# Yasir Seaidan
Yasir Seaidan (11 de enero de 1977, Riad, Arabia Saudi) es un piloto de rally raid y empresario árabe de Hamad Bin Mohammed Bin Saedan Co.,  compite actualmente en el Rally Dakar.

## Carrera Deportiva
Es piloto y especialista de enduro, empezó compitiendo en el Rally Dakar en la edición 2014 en la categoría de coches retirándose en la etapa 5. Llego a entrar en el top 10 en el Rally Dakar de 2020. 
A partir de la edición 2023 en la categoría SSVs, con Adrien Metge de copiloto, lograron su mejor puesto en el Rally Dakar de 2024 con la 3.º posición por detrás de los pilotos Xavier de Soultrait (campeón) y Jerome De Sadeleer (subcampeón). 

## Palmarés
| Año     | Título                                        | Categoría |
| ------- | --------------------------------------------- | --------- |
| 2013    | Rally Raid de Marruecos                       | T3        |
| 2013    | Copa Mundial de Rally Cross-Country de la FIA | T3        |
| 2016    | Copa Mundial de Rally Cross-Country de la FIA | T2        |
| 2017    | Copa Mundial de Rally Cross-Country de la FIA | T2        |
| 2017    | Rally Ruta de la Seda                         | T2        |
| 2021    | Sharqiyah Baja                                | T3        |
| 2024    | Rally Raid de Marruecos                       | T4 / SSV  |
| 2024    | Campeonato Mundial de Rally Raid              | T4 / SSV  |
| Fuente: |                                               |           |

## Resultados

### Rally Dakar
| Año     | Categoría  | Vehículo       | Posición | Etapas |
| ------- | ---------- | -------------- | -------- | ------ |
| 2014    | Coches     | Toyota         | Ret.     | -      |
| 2016    | Coches     | Toyota         | 39.º     | -      |
| 2020    | Coches     | MINI           | 9.º      | -      |
| 2021    | Coches     | Century Racing | 58.º     | -      |
| 2022    | Coches     | MINI           | Ret.     | -      |
| 2023    | SSV        | Can-Am         | 23.º     | -      |
| 2024    | SSV        | Can-Am         | 3.º      | 1      |
| 2025    | Challenger | Taurus T3      | 23.º     | 3      |
| Fuente: |            |                |          |        |

### Copa Mundial de Bajas Cross-Country de la FIA
| Año     | Coche | Equipo | Copiloto       | 1   | 2     | 3     | 4     | 5     | 6     | 7     | 8   | 9   | Posición | Puntos |
| ------- | ----- | ------ | -------------- | --- | ----- | ----- | ----- | ----- | ----- | ----- | --- | --- | -------- | ------ |
| 2020    | MINI  | X-Raid | Alexey Kuzmich | RUS | POL   | PRT   | SAU   | SAU 9 |       |       |     |     | 25.º     | 2      |
| 2021    | MINI  | X-Raid | Alexey Kuzmich | RUS | DUB 3 | SAU 1 | JOR 1 | ESP   | HUN 3 | POL 4 | ITA | POR | 2.º      | 99     |
| Fuente: |       |        |                |     |       |       |       |       |       |       |     |     |          |        |

### Campeonato Mundial de Rally Raid (FIA)
| Año     | Categoría | Vehículo        | Posición | Puntaje | Victorias                 |
| ------- | --------- | --------------- | -------- | ------- | ------------------------- |
| 2023    | SSVs      | Can-Am Maverick | 10.º     | 35      | -                         |
| 2024    | SSVs      | Can-Am Maverick | 1.º      | 208     | 2 (Abu Dhabi y Marruecos) |
| Fuente: |           |                 |          |         |                           |